# Anne-Lise Bardet
Pour les articles homonymes, voir Bardet.
Anne-Lise Bardet, née le 18 novembre 1974 à Oyonnax (Ain), est une kayakiste française spécialiste du monoplace K1 en slalom de rivière et médaillée olympique. 
Elle est l'épouse du céiste et entraîneur national Yves Narduzzi.

## Biographie
Anne-Lise Bardet, élève au collège Louis Lumière à Oyonnax fait la rencontre  d'un professeur d'éducation physique, François Martinez, passionné de canoë-kayak, il l'initie aux sports de nature tel que le ski de fond mais surtout à la compétition en kayak slalom en rejoignant le club des Eaux vives Oyonnax. Elle obtient des résultats prometteurs dès cadette puis chez les juniors.
Sélectionnée de dernière heure aux jeux de Sydney, elle décrocha la médaille de bronze olympique de ces Jeux olympiques d'été de 2000, derrière une autre française, Brigitte Guibal, et monte, à vingt-cinq ans, sur le podium olympique. Elle brillera au niveau national et international aux Championnats de France, en Coupe du Monde et aux Championnats du Monde.

## Palmarès

### Jeux olympiques
- Médaille de bronze en Kayak Slalom monoplace (K1) aux Jeux olympiques d'été de 2000.

### Championnats du monde
- Championne du Monde par équipe en  slalom monoplace (K1) en 2002 avec Aline Tornare et Mathilde Pichery.
- Médaillée de Bronze en kayak slalom Championnats du monde Universitaire,1992 Prague
- Championnats du Monde en kayak slalom 2003 Augsburg, 9ème

### Coupes du Monde
- Médaillée de bronze en slalom monoplace (K1), 2000 Ocoee river.

### Championnat d'Europe
- Médaillée de bronze en kayak slalom par équipe (K1) en 2002 Bratislava.

### Championnats de France
- Championne de France de slalom monoplace (K1) en 2000, 2001, 2002, 2004, 2005